# Домашний чемпионат Великобритании 1926/1927
Домашний чемпионат Великобритании 1926/27 (англ. 1926–27 British Home Championship) — тридцать девятый розыгрыш Домашнего чемпионата, футбольного турнира с участием сборных четырёх стран Великобритании (Англии, Шотландии, Уэльса и Ирландии). Победу в турнире разделили сборные Англии и Шотландии, набравшие равное количество очков.
В октябре 1926 года Англия в Ливерпуле сыграла с Ирландией вничью 3:3, а Шотландия в Глазго разгромила Уэльс со счётом 3:0. В феврале 1927 года валлийцы в Рексеме сыграли вничью с англичанами (3:3), а ирландцы в Белфасте проиграли шотландцам (0:2). В ключевом матче апреля сборная Англии в Глазго обыграла сборную Шотландии благодаря «дублю» Дикси Дина. Это было первое поражение сборной Шотландии с 1924 года и первое домашнее поражение шотландцев в 1906 года. Благодаря этому результату Англия сравнялась по очкам с Шотландией, «разделив» чемпионский титул. В последней игре турнира валлийцы в Кардиффе сыграли вничью с ирландцами (2:2).

## Турнирная таблица
| Поз | Команда       | И | В | Н | П | МЗ | МП | РМ | О |
| --- | ------------- | - | - | - | - | -- | -- | -- | - |
| 1   | Шотландия (Ч) | 3 | 2 | 0 | 1 | 6  | 2  | +4 | 4 |
| 1   | Англия (Ч)    | 3 | 1 | 2 | 0 | 8  | 7  | +1 | 4 |
| 3   | Ирландия      | 3 | 0 | 2 | 1 | 5  | 7  | −2 | 2 |
| 3   | Уэльс         | 3 | 0 | 2 | 1 | 5  | 8  | −3 | 2 |

## Результаты матчей
| Англия                              | 3:3     | Ирландия                              |
| ----------------------------------- | ------- | ------------------------------------- |
| - Браун 8′ - Спенс 47′ - Буллок 80′ | (отчёт) | - Гиллеспи 5′ - Дейви 45′ - Эрвин 51′ |

| Шотландия                        | 3:0     | Уэльс |
| -------------------------------- | ------- | ----- |
| - Галлахер 20′ - Джексон 33′ 73′ | (отчёт) |       |

| Уэльс                                 | 3:3     | Англия                    |
| ------------------------------------- | ------- | ------------------------- |
| - Л. Дейвис 13′ 36′ (пен.) - Луис 60′ | (отчёт) | - Дин 11′ 63′ - Уокер 20′ |

| Ирландия | 0:2     | Шотландия      |
| -------- | ------- | -------------- |
|          | (отчёт) | Мортон 45′ 89′ |

| Шотландия  | 1:2     | Англия      |
| ---------- | ------- | ----------- |
| Мортон 48′ | (отчёт) | Дин 65′ 88′ |

| Уэльс           | 2:2     | Ирландия        |
| --------------- | ------- | --------------- |
| Уильямс 20′ 31′ | (отчёт) | Джонсон 75′ 88′ |

## Победители
| Победитель Домашнего чемпионата 1926/27 |
| Англия Двадцатый титул                  |

| Победитель Домашнего чемпионата 1926/27 |
| Шотландия Двадцать второй титул         |

## Бомбардиры
- 4 гола
  -  Дикси Дин

- 3 гола
  -  Алан Мортон

- 2 гола
  -  Лен Дейвис[англ.]
  -  Алекс Джексон[англ.]
  -  Харолд Джонсон
  -  Рис Уильямс